# Command & Conquer 4: Tiberian Twilight
Command & Conquer 4: Tiberian Twilight is een real-time strategy computerspel gemaakt door EA Los Angeles. Het spel is de opvolger van Command & Conquer 3: Tiberium Wars en het vormt de afsluiter van de Tiberium-saga. Het spel is in 2010 uitgekomen. Het spel is ontwikkeld voor Windows.

## Gameplay
In Command & Conquer 4 komen het Global Defense Initiative (GDI) en de Brotherhood of Nod (Nod) elkaar weer tegen.
Beide facties bestaan ditmaal uit speelbare partijen van drie klassen: offense, defense en support die elk eigen eenheden en gebouwen hebben en een daarbij behorende speelwijze. De offense-klasse lijkt het meest op de traditionele real-time strategy gameplay, de defense-klasse legt de nadruk op gevechten tussen infanterie-eenheden en het bouwen van bunkers terwijl de support-klasse bestaat uit vliegtuigen en medische eenheden die andere eenheden kunnen genezen.
Elke speler in Command & Conquer 4 bezit een eigen profiel waarin de voortgang van de speler wordt bewaard. De speler ontvangt ervaringspunten tijdens het spelen en deze kunnen gebruikt worden om zijn of haar klasse te upgraden. Hiermee kunnen nieuwe eenheden en gebouwen worden verkregen.
Alle eenheden en gebouwen worden gebouwd via een speciale mobiele eenheid: de Crawler. Deze eenheid vormt een mobiele basis die zich kan verplaatsen naar waar dat nodig is. Elke klasse heeft een eigen versie van deze Crawler om de eenheden en gebouwen van die klasse te produceren.
Andere spelelementen zijn:
- Twee campagnes die zowel alleen als coöperatief gespeeld kunnen worden.
- Een multiplayer-spelmodus waarin twee teams van 5 personen tegen elkaar strijden om bepaalde doelen te bereiken.

## Overige
Het spel bevat Digital Rights Management-software dat eist dat een speler continu online moet zijn. Het personage Kane zal opnieuw worden gespeeld door Joseph D. Kucan in de full motion video's.
De ondertitel van Command & Conquer 4 zal worden gekozen op basis van inzendingen door fans van de serie.
Alleen het Global Defense Initiative en de Brotherhood of Nod zijn speelbare partijen. Het buitenaardse ras de Scrin wordt vaak naar verwezen in het plot, maar verder komt het niet in het spel voor, aangezien de invasiemacht van het ras verslagen werd in Command & Conquer 3: Tiberium Wars.

## Verhaallijn
In het jaar 2062, na de gebeurtenissen in Command & Conquer 3: Tiberium Wars, staan het Global Defense Initiative (GDI) en de Brotherhood of Nod (Nod) opnieuw tegenover elkaar om te voorkomen dat het Tiberium de gehele aarde onbewoonbaar maakt. Kane, de leider van de Nod, besluit echter naar het hoofdkwartier van GDI te gaan.

## Soundtrack
In tegenstelling tot de vorige delen van de Tiberian serie, heeft Tiberian Twilight meer muziek van het orchestral genre.
- 1. To Save Humanity
- 2. Welcome Back Commander
- 3. Bleed Out
- 4. To The Death
- 5. Heresy's Reward
- 6. False Prophet
- 7. The Pacific Hub
- 8. We Rise
- 9. The Harder They Fall
- 10. The Things Fall Apart
- 11. The Beginning of the End
- 12. Cold Hard Truth
- 13. Love and Death
- 14. Whatever it takes
- 15. Paradise Fabricated
- 16. Insurrection
- 17. Entanglement
- 18. Transport Down
- 19. Bad to Worse
- 20. The End of All Things
- 21. The Prophet's Ascension